# Ace Ventura
Ace Ventura (Ace Ventura, un detective diferente en Hispanoamérica, y Ace Ventura, detective de mascotas en España) es una película cómica de 1994 dirigida por Tom Shadyac y protagonizada por Jim Carrey, el cual interpreta a un detective de mascotas un tanto excéntrico que ama a los animales y tiene un gran conocimiento sobre los mismos. Ace es fácilmente reconocible por su vestimenta hawaiana y su peinado inspirado en Elvis Presley.
El éxito de la película inspiró dos secuelas (Ace Ventura: When Nature Calls y Ace Ventura Jr., esta última sin participación de Jim Carrey) y una serie de dibujos animados que publicó la CBS, Ace Ventura: detective de mascotas. La película es igualmente recordada por un icónico cameo de la banda Cannibal Corpse.

## Argumento
La película comienza con Ace entregando un paquete para recuperar un perro raptado por el exesposo de la dueña, Ace saca al perro de su aprieto pero hace que el hombre se enfade y va a perseguirlo, luego de que destruyera el auto de Ace, sale arrancando, Ace se deshace de él y le entrega el perro a su dueña, ella le hace un pequeño favor a Ace.
En la noche el delfín mascota de los Miami Dolphins, Snowflake, es secuestrada, Ace debe el alquiler a su dueño y le dice que cuando atrape una paloma albina le pagará el dinero, este en realidad vino a quejarse de animales en la propiedad. Ace lo engaña y luego de que se va llama de un silbido a una estampida.
Los jefes de los Miami Dolphins están muy nerviosos debido a las supersticiones de perder el Super Bowl, por lo que llaman a Ace, mientras estaba intentando atrapar la paloma albina recibe el llamado de la naturaleza. Ace investiga el estadio y encuentra un pequeño trozo de diamante de forma triangular.
Luego Ace empieza a buscar a los que obtuvieron la sortija de campeonato del Super Bowl anterior, pero sin éxito. Tiempo después descubre que Roger Podadcker, uno de los empleados de los Miami Dolphins, se suicida, aunque Ace rápidamente deduce que es "un asesinato y no un suicidio". Finalmente Ace descubre un último jugador que obtuvo la sortija, Ray Finckle.
Con Mellisa Robinson (su "compañera" en la investigación), Ace busca a Ray en su casa, pero se da cuenta de que está en un manicomio, pero antes logra descubrir que Ray está obsesionado con su error en el último Super Bowl y que odia a muerte a Dan Marino. Finalmente, Marino es secuestrado, Ace intenta detener a los secuestradores, pero no lo consigue.
Finalmente le dice a su jefa en la policía, Lois Ainhorn, que descubrió a Finckle, y ella lo besa como "recompensa". En la noche Ace llama a Mellisa para que lo acompañe al manicomio en que está Finckle. Ace se escabuye y descubre un periódico en el que está la noticia de la desaparición de Ainhorn. Después con la ayuda de su perro descubre que Ainhorn ha muerto y que Finckle es Ainhorn, Ace por el asco de cuando Ainhorn lo beso, vomita, se lava los dientes con todo el dentífrico, se pasa un sopapo por la boca y quema su ropa y se pone a llorar desnudo en se bañera.
Después sigue a Ainhorn a un barco abandonado y se encuentra con Marino y es tomado como rehén, Ainhorn llama a todas las unidades inculpando a Ace, pero luego de que Ainhorn estalla en furia por una frase de Ace, él aprovecha para sumergirse en un combate con ella, en el cual ninguno gana, pues la policía llega, pero Mellisa llega amenazando con matar a Emilio, el contacto de Ace con la policía.
Ace hace una exploración a fondo para demostrar que Ainhorn es Finckle, pero todas las pruebas apuntan que es mujer, hasta que Ace muestra que "si fuera mujer, está sufriendo del peor caso de hemorroides que jamás ha visto" y muestra que en su trasero están sus testículos. Todos incluyendo a Snowflake, empiezan a vomitar de asco. Justo en ese momento Einhorn intenta matar a Ace con un trozo de vidrio, pero él la esquiva y cae en una piscina y Ace comprueba que ella es Finkle por la sortija.
Al final Marino regresa para el juego y Ace con Mellisa se dan un beso, pero aparece la paloma albina, Ace intenta atraparla pero es ahuyentada por la mascota del equipo contrario. Ace enojado se pone a pelear con la mascota, justo cuando lo mencionan en "defensor de todos los animales".

## Reparto
| Personaje                 | Actor original   | Actor de voz (España)   | Actor de voz (Hispanoamérica) |
| ------------------------- | ---------------- | ----------------------- | ----------------------------- |
| Ace Ventura               | Jim Carrey       | José Luis Gil           | Mario Castañeda               |
| Melissa Robinson          | Courteney Cox    | María Antonia Rodríguez | Rocío Garcel                  |
| Lois Einhorn / Ray Finkle | Sean Young       | Paloma Escola           | Alma Nuri                     |
| Emilio                    | Tone Loc         | José María del Río      | Marcos Patiño                 |
| Dan Marino                | Dan Marino       | Luis Bajo               | Jesse Conde                   |
| Ronald "Ron" Camp         | Udo Kier         | Juan Antonio Gálvez     | Arturo Mercado                |
| Sr. Shikdance             | Mark Margolis    |                         | Alejandro Illescas            |
| Riddle                    | Noble Willingham | José Ángel Juanes       |                               |
| Sra. Finkle               | Alice Drummond   | Mercedes Barranco       | Carmen Donna-Dío              |

## Recepción
La película recibió reseñas mixtas de parte de la crítica, aunque algo más positivas de parte de la audiencia. En el portal de Internet Rotten Tomatoes la película tiene una aprobación de 45%, basada en 51 reseñas, y con una calificación promedio de 4.5/10 de parte de la crítica, mientras que de la audiencia tiene un 57%
En la página Metacritic posee una puntuación de 37 de 100, basada en 14 reseñas. Las audiencias de CinemaScore le dieron una "A-" en una escala de A+ a F, mientras que en IMDb, los usuarios le han dado una calificación 6.9/10, basado en más de 224 000 votos.

## Banda sonora
Ace Ventura Pet Detective: Original Motion Picture Soundtrack es el nombre de la banda sonora de la película homónima de 1994, protagonizada por Jim Carrey, Courteney Cox, Tone Loc, Sean Young y el entonces mariscal de campo de los Miami Dolphins, Dan Marino. Fue producida bajo la discográfica Morgan Creek Records, con la producción de Ira Newborn y James G. Robinson que incluía una variedad de canciones de otros músicos.